# Pentobesa xylinoides
Pentobesa xylinoides är en fjärilsart som beskrevs av Walker 1866. Pentobesa xylinoides ingår i släktet Pentobesa och familjen tandspinnare. Inga underarter finns listade i Catalogue of Life.